# Гомберг (Ом)
Гомберг (Ом) (нім. Homberg (Ohm)) — місто в Німеччині, знаходиться в землі Гессен. Підпорядковується адміністративному округу Гіссен. Входить до складу району Фогельсберг.
Площа — 88 км2. Населення становить 7413 ос. (станом на 31 грудня 2020).